# Forteresse de Soko Grad (Sokobanja)
Pour les articles homonymes, voir Forteresse de Soko Grad.
La forteresse de Soko Grad (en serbe cyrillique : Соко Град ; en serbe latin : Soko Grad) est située à Sokobanja, dans le district de Zaječar, en Serbie. Elle est inscrite sur la liste des monuments culturels de grande importance de la République de Serbie (identifiant no SK 211).
En serbe, Soko Grad signifie « la ville du faucon », peut-être en raison des fauconniers qui payaient des taxes pour entraîner des faucons.

## Présentation

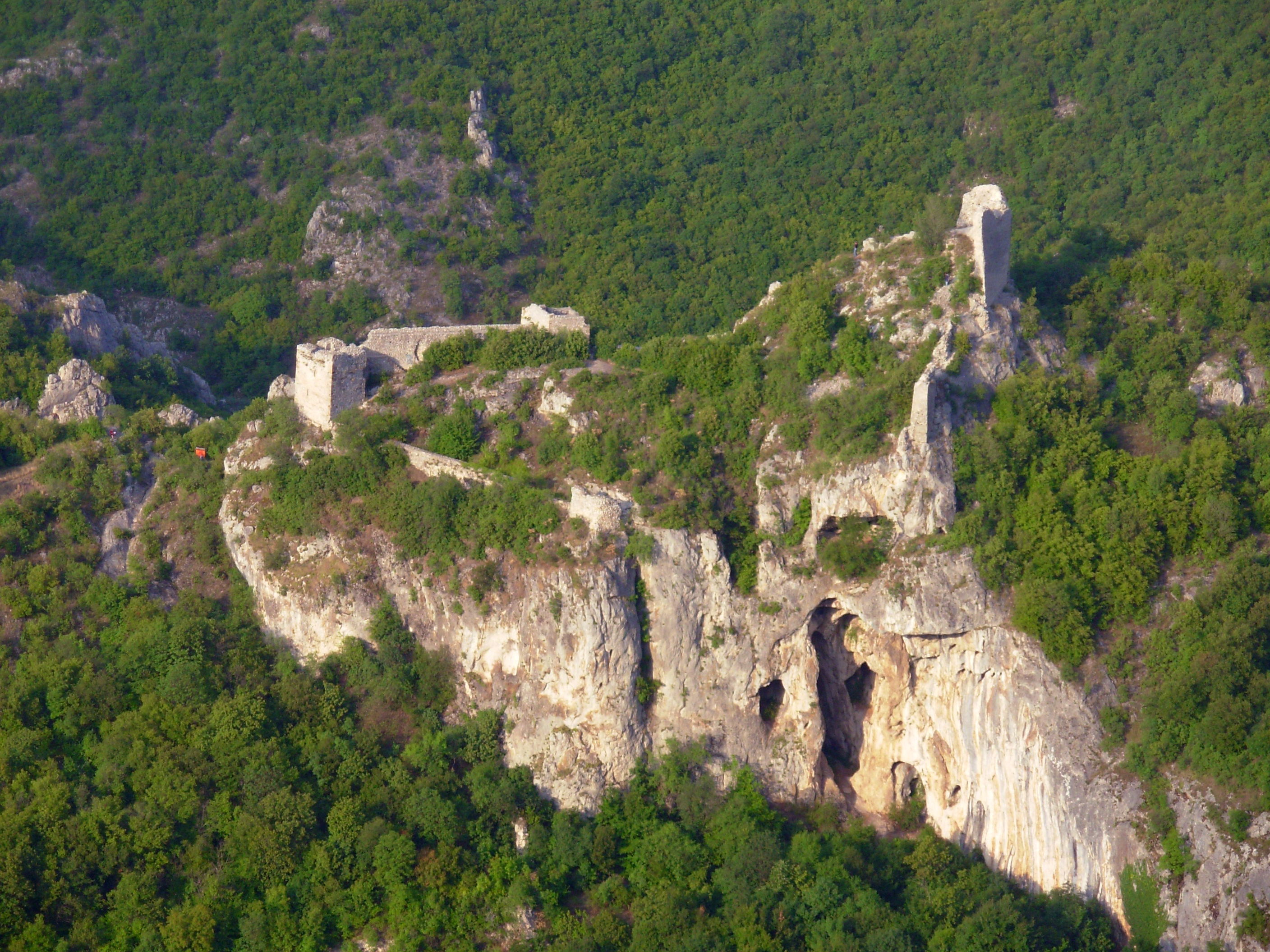
Vue générale de la forteresse dans les gorges de la Moravica.

Les ruines de la forteresse sont situées dans les gorges de la rivière Moravica, à 2 km, sur une hauteur escarpée et presque inaccessible. Elle est mentionnée pour la première fois dans les ouvrages de Constantin de Kostenec, connu sous le nom de « Constantin le Philosophe », considéré comme le plus important représentant de la littérature savante du XVe siècle en Serbie,. En revanche, il est établi qu'elle a été construite sur des fondations plus anciennes, dont des vestiges subsistent dans la base du donjon et dans une tour du rempart est.
Après être passée sous le contrôle des Ottomans en 1398 ; elle a été partiellement détruite par Musa Çelebi en 1412. Elle a été reprise conjointement par les Serbes et les Autrichiens en 1689 et, à la fin du XVIIIe siècle, elle a été tenue un temps par les Autrichiens. En 1808, alors qu'elle avait perdu l'essentiel de son rôle stratégique, elle a été prise par Hajduk Veljko, un voïvode du Premier soulèvement serbe contre les Turcs. Par la suite, laissée à l'abandon, elle est progressivement tombée en ruines.
La forteresse prend une forme irrégulière qui épouse la configuration du terrain. Elle est constituée de deux parties : la « forteresse basse » (en serbe : Donji grad) et la « forteresse haute » (Gornji grad). La forteresse basse, en grande partie détruite, conserve des restes de remparts, une tour carrée et la porte principale de la citadelle qui est plutôt bien conservée. La forteresse haute conserve une tour carrée.
Des fouilles archéologiques ont été réalisées sur le site en 1980-1982.